# Tommy's Holiday Camp
Pistes de Tommy
Welcome We're Not Gonna Take It
Tommy's Holiday Camp est une chanson du groupe britannique The Who, parue sur l'opéra-rock Tommy en 1969.

## Caractéristiques
Cette chanson, bien qu'attribuée à Keith Moon, a été écrite en fait par Pete Townshend. Par ailleurs, aucun membre du groupe ne joue sur cette version à part Townshend. Ce dernier explique ainsi la genèse mouvementée de cette chanson :
« Lorsque l'on quittait les studios IBC, j'ai dit à Keith [Moon] et à John [Entwiste] pendant qu'ils descendaient les escaliers, "je dois faire quelque chose avec le business de l'ordre établi, de l'Église, ou ce qui tiendra lieu d'Église à la fin du récit. Je dois travailler quelque chose pour lui donner vie, le rendre réel, le rendre acceptable, mais pas quelque chose comme une église, ce qui rendrait prétentieux le ton de l'album." Keith a dit, "Je pensais que ce serait une bonne idée de faire se dérouler la chose dans un camp de vacances." J'ai dit, "Quelle bonne idée" et Keith a dit "Hé bien OK, je l'écrirai cette nuit." J'ai pensé "Bon sang, si Keith s'en va et commence à écrire des chansons à propos des camps de vacances, je me demande comment elle s'intègreront au reste". Alors je lui ai dit: "Ne t'inquiète pas, Keith, je l'ai déjà écrite." Keith est crédité parce que c'est lui qui a eu l'idée, et parce que je sentais que j'avais écrit cette chanson comme il l'aurait écrite. »
Sur cette chanson, on entend juste du banjo et un orgue Hammond, joués tous les deux par Pete Townshend. L'orchestration emploie des effets grotesques et ridicules afin de créer un ensemble comique. Les paroles sont chantées par le personnage de l'oncle Ernie, qui souhaite la bienvenue aux invités du camp. Sur cette chanson, il prend un ton joyeux, loin de ses perversions passées sur Fiddle About. Toutefois, à la toute fin de la chanson, il annonce "Welcome..." avec un ton grave et sinistre, qui évoque de nouveau Fiddle About.